# زمان كنزة (فلم)
فيلم تلفزيوني كوميدي مغربي من إنتاج القناة الثانية المغربية سنة 2011 للمخرج  داوود اولاد السيد. يروي قصة ثلاثة أبناء يقررون تزويج أمهم (كنزة) الأرملة. الفيلم تدور أحداثه بمدينة مراكش.

## قصة الفيلم
تعيش كنزة وحدها منذ وفاة زوجها، وهي امرأة مسنة في الستين من عمرها. كل أبنائها متزوجون ولهم انشغالاتهم التي جعلت زياراتهم لها تقل مع مرور الوقت. وحتى يبقى الأبناء على اتصال دائم مع والدتهم، اتفقوا على إهدائها هاتفا نقالا. كنزة التي كانت ترغب في رؤية أبنائها الثلاثة كل يوم، لم تقتنع بهذا الحل، لأنها تعتقد أن أزواج أبنائها هم أصحاب الفكرة والقرار. لم ينجح الأبناء الثلاثة في التوفيق بين متطلبات أسرهم الصغيرة وبين والدتهم التي تحتاج إلى مساعدتهم ورعايتهم، وهكذا قرروا البحث عن زوج مناسب لها.

## الأدوار
- فضيلة بن موسى
- عبد الله فركوس
- مريم أجدو
- عزيز البوزازي
- عبد الجبار لوزير
- عدنان موحجة

## إدارة الفيلم
- إخراج: داوود اولاد السيد
- إنتاج: القناة الثانية المغربية 2M